# 控制資料公司
控制資料公司（英語：Control Data Corporation，CDC），又譯為康大資訊公司，建立於1957年，是超級電腦的先驅。在1960年代，它是極為有名的公司。在1980年代，因為連串的決策失誤，於1988年，他們決定賣掉公司大部份資產，離開了電腦製造的行業，在1992年，清算完成，重建為控制資料系統公司（Control Data Systems, Inc.）。原有CDC公司的業務，交由Ceridian繼續營運。